# بيل باغويل
بيل باغويل (بالإنجليزية: Bill Bagwell)‏ هو لاعب كرة قاعدة أمريكي، ولد في 24 فبراير 1895 في شودرانت في الولايات المتحدة، وتوفي بنفس المكان في 5 أكتوبر 1976.

## وصلات خارجية
- بيل باغويل على موقعبيزبول رفرنس.كوم (الدوري الرئيسي) (الإنجليزية)
- بيل باغويل على موقعبيزبول رفرنس.كوم (الدوري الثانوي) (الإنجليزية)